# Nationalsozialistisches Fliegerkorps
Nationalsozialistisches Fliegerkorps (NSFK) var en tysk paramilitær organisation under Nationalsozialistische Deutsche Arbeiterpartei. 
Korpset blev dannet i begyndelsen af 1930'erne, da Versailles-freden forbød oprettelsen af et tysk luftvåben. Organisationen var opbygget efter Sturmabteilung (SA) og havde et system af paramilitære grader, der mindede om SA's. Medlemmerne fik militær flyvetræning i sejlfly og private motorfly. Da Luftwaffe blev oprettet i 1935 blev mange af medlemmerne overført hertil, men NSFK fortsatte med at eksistere, bl.a. for at øge interessen for luftvåbenet. Under 2. verdenskrig udførte NFSK's medlemmer overvejende tjeneste i antiluftskytsafdelinger.

## Distinktioner
Mann (1), Sturmmann (2), Rottenführer (3), Scharführer (4), Oberscharführer (5), Truppführer (6), Obertruppführer (7), Sturmführer (8), Obersturmführer (9), Hauptsturmführer (10), Sturmbannführer (11), Obersturmbannführer (12), Standartenführer (13), Oberführer (14), Brigadeführer (15), Gruppenführer (16), Obergruppenführer (17), Korpsführer (18)